# Chester Taylor
(en) Statistiques sur pro-football-reference
 Chester Taylor est un joueur américain de football américain né le 22 septembre 1979 à River Rouge (Mississippi).

## Biographie

### Carrière universitaire
Il a joué avec l'équipe de l'université de Toledo et fut un des meilleurs running back de la NCAA en 2000 et 2001.

### Carrière professionnelle
Taylor a été drafté par les Ravens de Baltimore au 6e en 2002.

## Palmarès

### Universitaire
- 2000 : 7e de NCAA à la course par match
- 2001 : 7e de NCAA à la course par match